# Audiopain
Audiopain ist eine norwegische Thrash-Metal-Band aus Oslo, die 1996 unter dem Namen HÆ? gegründet wurde.

## Geschichte
Die Band wurde 1996 unter dem Namen HÆ? gegründet. Die Besetzung bestand anfangs aus dem Sänger und Gitarristen Sverre Dæhli, dem Bassisten Petter Berntsen und dem Schlagzeuger Bjarne Guntveit. Im April 1997 erschien ein erstes Demo unter dem Namen LVT, das eine Auflage von 500 Stück hatte. In dem Lied Father, das hierauf als erstes zu hören ist, sind Screams von Sven Erik „Maniac“ Kristiansen von Mayhem zu hören. 1998 fand die Umbenennung in Audiopain statt, woraufhin im April 2000 die EP Contagious in einer Auflage von 100 Stück erschien. Aufgrund der hohen Nachfrage hatte die EP noch drei Nachauflagen. Im Dezember des Jahres erschien mit 1986 eine weitere EP, die auf 100 handnummerierten CD-R erschien. Die EP wurde auch wieder dreimal neu veröffentlicht. Mit Revel in Desecration folgte 2002 die dritte EP. 2003 erschien über Worship Him Records eine Split-Veröffentlichung mit Mysticum. Ebenfalls in diesem Jahr erschien über Witchhammer Productions eine weitere Split-Veröffentlichung mit der Gruppe Amok. 2003 nahm die Band am Inferno Metal Festival Norway teil. Im April 2004 wurde das Debütalbum The Traumatizer veröffentlicht. Im folgenden Jahr wurden Contagious und 1986 neu gemastert und in Nordamerika über Vendlus Records wiederveröffentlicht. 2004 und 2005 erschien über Duplicate Records eine zweiteilige Serie an Split-Veröffentlichungen, die unter dem Namen Überthrash lief und jeweils eine Auflage von 500 Stück hatte. An diese Veröffentlichungen nahmen jeweils auch Aura Noir, Nocturnal Breed und Infernö teil. 2005 war die Gruppe auf dem Festival Hole in the Sky zu sehen. Im September 2006 wurde über Hearse Records eine Split-Veröffentlichung mit Dead to This World wiederum in einer Auflagenhöhe von 500 Exemplaren publiziert. 2007 folgten die EP A Bomb's View in Eigenveröffentlichung, eine Split-Veröffentlichung mit Thesyre über Transcendental Creations sowie das zweite Album The Switch to Turn Off Mankind über Vendlus Records. Eine weitere Split-Veröffentlichung wurde 2010 mit Nekromantheon über Duplicate Records veröffentlicht.

## Stil
Eduardo Rivadavia von Allmusic gab an, dass die Band anfangs noch vielseitigere Musik spielte, ehe man sich ab dem Jahr 2000 den durch Crustcore beeinflussten „Proto-Thrash-Metal“ zugewandt habe. In seiner Rezension zu Revel in Desecration schrieb Gunnar Sauermann vom Metal Hammer, dass hierauf Retro-Thrash-Metal zu hören ist, der dennoch authentisch wirke. Es klinge, als hätten sich alle Bands der 1980er Jahre von Kreator bis Possessed auf diesem Album vereint. Die Songs seien dabei roh, wild und brutal, wobei auch ein leichter Einfluss aus dem Black Metal zu vernehmen sei. Auf nocturnalcult.com wurde in der The Traumatizer-Rezension eine Mischung aus Black- und Thrash-Metal festgestellt. Die Riffs würden von eingängig zu komplex-groovend variieren, während der Gesang rauer als der der meisten anderen Sänger sei. Die Texte seien etwas merkwürdig und nicht von durchschnittlicher teufelsanbetender, anti-religiöser, hasserfüllter Art, auch wenn dies alles auch gegeben sei, sondern moderner, mit einem psychologischen Aspekt. Scott Alisoglu von Blabbermouth.net stellte bei The Switch to Turn Off Mankind aggressiven Thrash Metal fest, dem es jedoch an Innovation fehle. Dabei orientiere sich die Gruppe sowohl an US-amerikanischen als auch an deutschen klassischen Genre-Vertretern. Sie verzichte dabei auf einen digitalisierten Klang.

## Diskografie
als HÆ?
- 1997: LVT (Demo, Eigenveröffentlichung)

als Audiopain
- 1999: Contagious (EP, Eigenveröffentlichung)
- 2000: 1986 (EP, Eigenveröffentlichung)
- 2002: Revel in Desecration (EP, Fias Co)
- 2003: Black Magic Mushrooms / The Habit of Fear (Split mit Mysticum, Worship Him Records)
- 2003: LAVA Dictatorship / Revel in Desecration (Split mit Amok, Witchhammer Productions)
- 2004: The Traumatizer (Album, Vendlus Records)
- 2004: Überthrash (Split mit Aura Noir, Nocturnal Breed und Infernö, Duplicate Records)
- 2005: Überthrash II (Split mit Aura Noir, Nocturnal Breed und Infernö, Duplicate Records)
- 2006: Audiopain / Dead to This World (Split mit Dead to This World, Hearse Records)
- 2007: A Bomb's View (EP, Fias Co)
- 2007: Horns Forward / The Enemy Abroad (Split mit Thesyre, Transcendental Creations)
- 2007: The Switch to Turn Off Mankind (Album, Vendlus Records)
- 2010: Audiopain / Nekromantheon (Split mit Nekromantheon, Duplicate Records)
- 2013: The Ones Led Astray (Kompilation, Fias Co)